# Ruben
Ruben (Hebraisk: רְאוּבֵן) er den første blandt Jakobs tolv sønner og en af de tolv stammer.
På Hebraisk betyder Ruben "Se, en søn!" som det står: Så blev Lea frugtsommelig og fødte en Søn, som hun gav Navnet Ruben; thi hun sagde: "HERREN har set til min Ulykke; nu vil min Mand elske mig!" (Første Mosebog 29:32)